# Йоганна Єлизавета Баден-Дурласька (1680—1757)
Йоганна Єлизавета Баден-Дурласька (нім. Johanna Elisabeth von Baden-Durlach, 3 жовтня 1680 — 2 липня 1757) — представниця династії Церінгенів, донька маркграфа Баден-Дурлаху Фрідріха VII та принцеси Гольштейн-Готторпської Авґусти Марії, дружина герцога Вюртемберзького Ебергарда Людвіга. 
Після народження єдиного сина мешкала із чоловіком нарізно. Відсутність спадкоємця примирила подружжя у 1731 році, однак спроби народження нових дітей виявилися марними. Після Ебергарда Людвіга влада у герцогстві перейшла до католицької гілки Вюртемберзького дому.

## Біографія

### Ранні роки та одруження
Народилась 3 жовтня 1680 року у Дурласі. Була сьомою дитиною та п'ятою донькою в родині маркграфа Баден-Дурлаху Фрідріха VII та його дружини Авґусти Марії Гольштейн-Готторпської. Мала старшу сестру Катерину та брата Карла Вільгельма. Інші діти померли в ранньому віці до її народження. Згодом у неї з'явилася менша сестра Альбертіна Фредеріка та брат Крістоф.

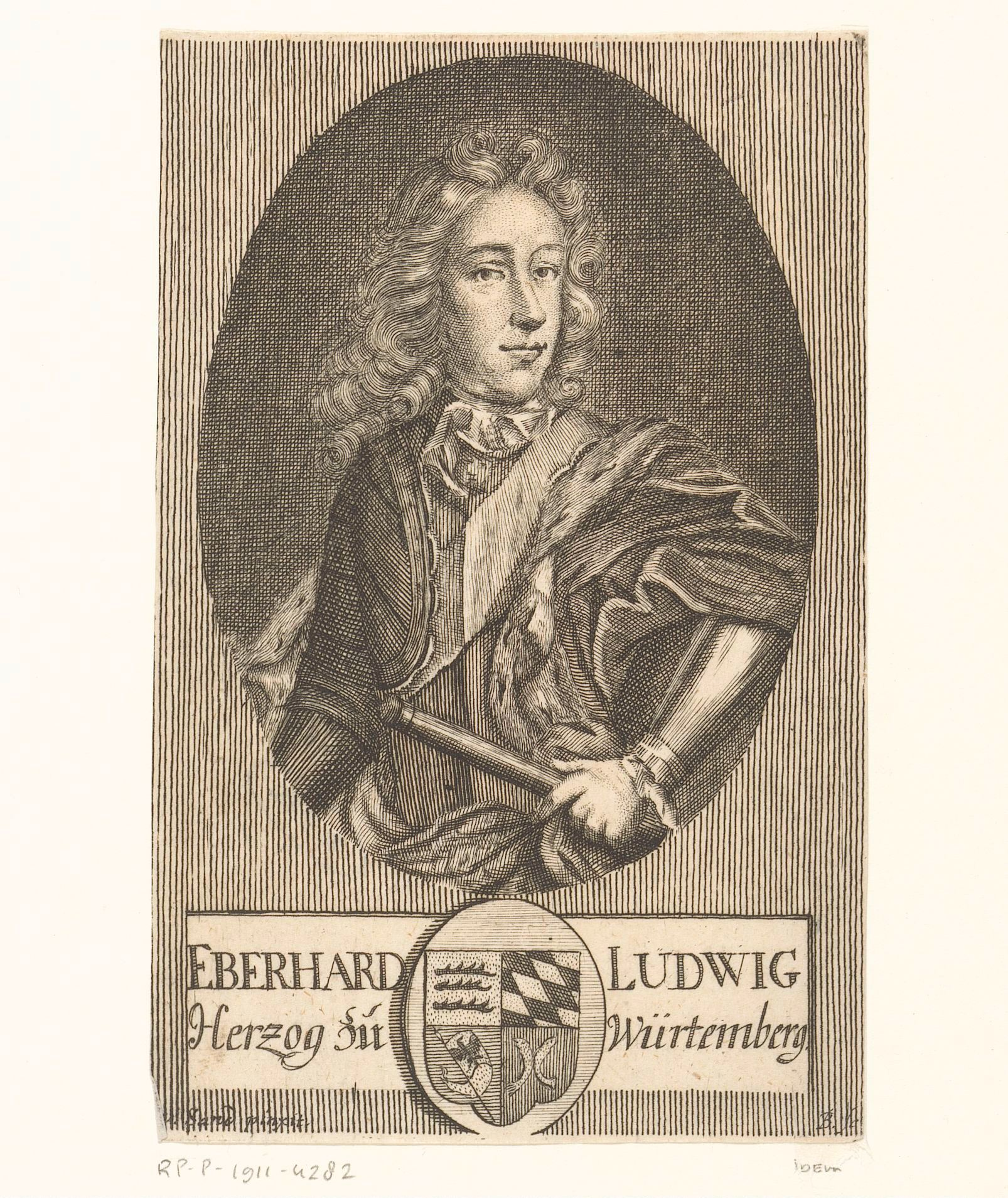
Ебергард Людвіг, гравюра

У 16 років її видали заміж за 20-літнього герцога Вюртембергу Ебергарда Людвіга. Заручини уклали у квітні 1697 року. Цей шлюб поєднував дві лютеранські династії Південної Німеччини. Матері наречених були родичками й певний час виховувалися разом. Весілля пройшло о 8 вечора 6 травня 1697 року в Базелі в малому колі запрошених. Вибір місця вінчання був обумовлений тим, що маркграфи Баден-Дурлаху не мали досить представницького палацу. 
Ебергард Людвіг ретельно організував переїзд дружини до Штутгарту. Герцогиня прибула туди 15 травня. Оскільки вона дуже втомилася після тривалого переїзду в кареті, вітальна зустріч депутатів станів і міста була відкладена до наступного дня. 
Наступного року Йоганна Єлизавета завагітніла і у грудні 1698 року народила їхню єдину дитину, сина Фрідріха Людвіга. Після народження сина подружжя мешкало, переважно, нарізно. Ебергард Людвіг перебував на військовій службі, брав участь у війні за іспанську спадщину та рідко зупинявся у Штутгарті. Зрештою, він дослужився до звання фельдмаршала імперського війська. Окрім іншого, Йоганна Єлизавета не відповідала ідеалу краси того часу, часто хворіла та дотримувалася суворого християнського погляду на життя. Після появи спадкоємця герцог віддався любовним зв'язкам із коханками. Ходили навіть чутки про те, що причиною погодження на шлюб з Йоганною Єлизаветою було бажання близькості до однієї з її фрейлін.

### Вільгельміна фон Гравеніц

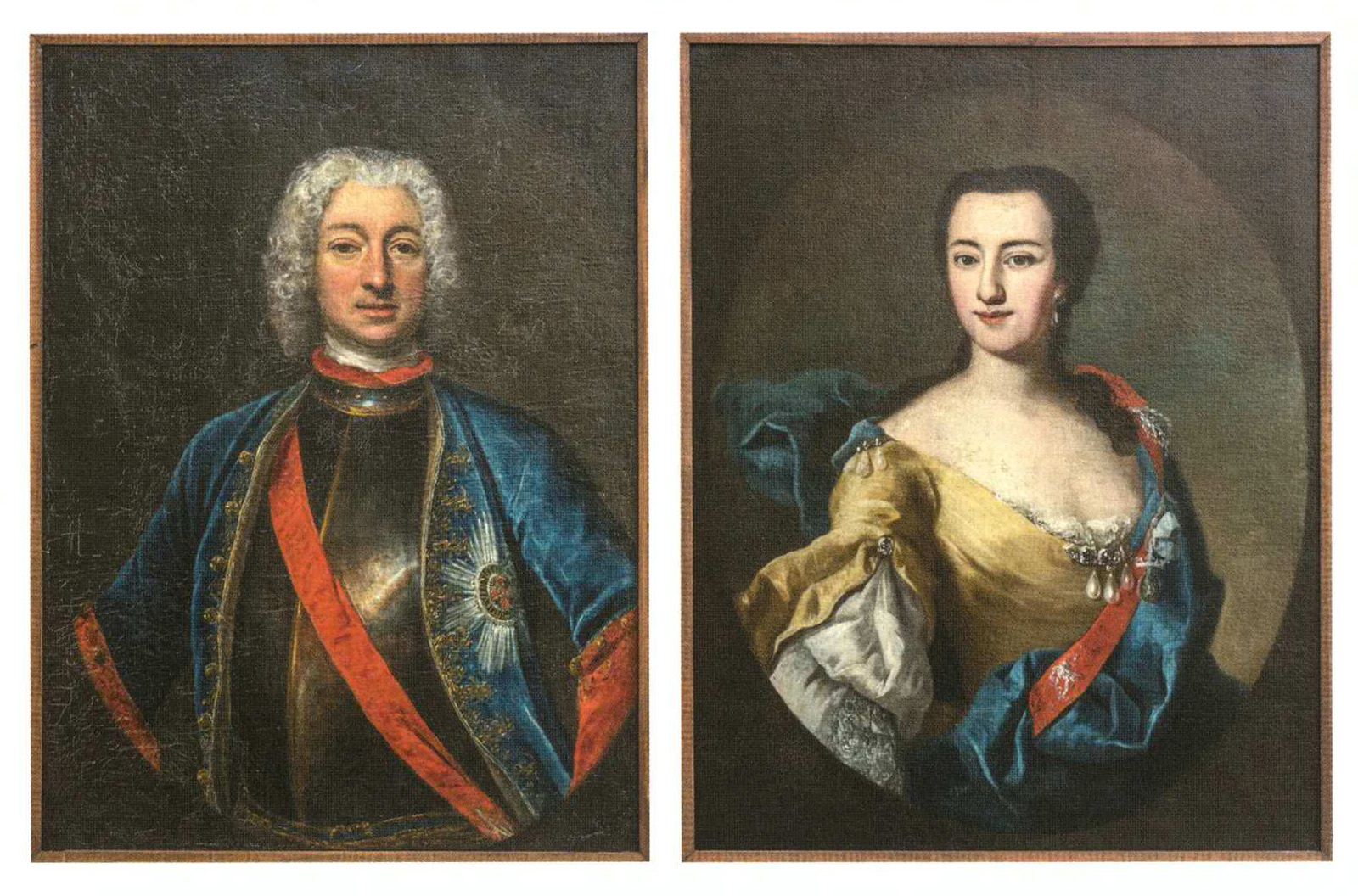
Вільгельміна фон Ґравеніц із чоловіком

У 1706 році до Вюртембергу прибула графиня Вільгельміна фон Ґравеніц, підіслана гофмаршалом Йоганном Фрідріхом фон Штафхорстом, зацікавленим у відволіканні герцога від політики. Дівчина досягла успіху у даній справі, і 1707 року Ебергард Людвіг узяв із нею шлюб, ставши двоєженцем. 13 листопада 1707 року він оприлюднив факт вінчання та попросив імператора надати новій дружині титул герцогині Урахської. 
15 листопада новина досягла Баден-Дурлаху. Батько Йоганни Єлизавети негайно відправив гінців до дружніх і споріднених князівських дворів для поширення інформації. Близькі родичі династії Церінгенів працювали при віденському дворі, їм вдалося схилити настрій на користь герцогині. У Відні була сформована комісія, яка мала переконати Ебергарда Людвіга розлучитися з графинею Ґравениць. Князь Брауншвейг-Вольфенбюттелю Антон Ульріх і ландграф Гессен-Касселю Карл підтримували вигнання Вільгельміни з Вюртембергу. 
Ебергарду Людвігу загрожувала імперська опала, і у червні 1708 року він оформив розлучення з фон Ґравениць. 16 листопада 1708 року імператор видав рескрипт, за яким графиня втратить свій титул, якщо не залишить Вюртемберга, їй також загрожував суд. 28 грудня 1708 року коханка герцога виїхала до Швейцарії. При зустрічі Ебергарда Людвіга і Йоганни Єлизавети в березні 1710 року подружній конфлікт між ними був тимчасово залагоджений.
Оскільки у 1709 році помер батько Єлизавети, а у квітні 1711 року не стало імператора Йозефа I, які підтримували герцогиню, Ебергард Людвіг отримав більше свободи дій. Ще у лютому 1711 року він повернув Вільгельміну до Вюртембергу, видавши її заміж за старого графа фон Вюрбена. Новий правитель Баден-Дурлаху Карл Вільгельм, брат Йоганни Єлизавети, потребував військової допомоги її чоловіка та погоджувався на компроміс у родинних справах. Це привело до неможливості інтриг герцогині проти коханки чоловіка, і та продовжила грати першу роль при дворі. Вільгельміна сприяла перебудові мисливського будинку у Людвігсбурзі на представницьку резиденцію і переведенню туди вюртемберзького двору у 1718 році. Йоганна Єлизавета залишилась мешкати у Старому Штутгартському палаці.

### Примирення з чоловіком

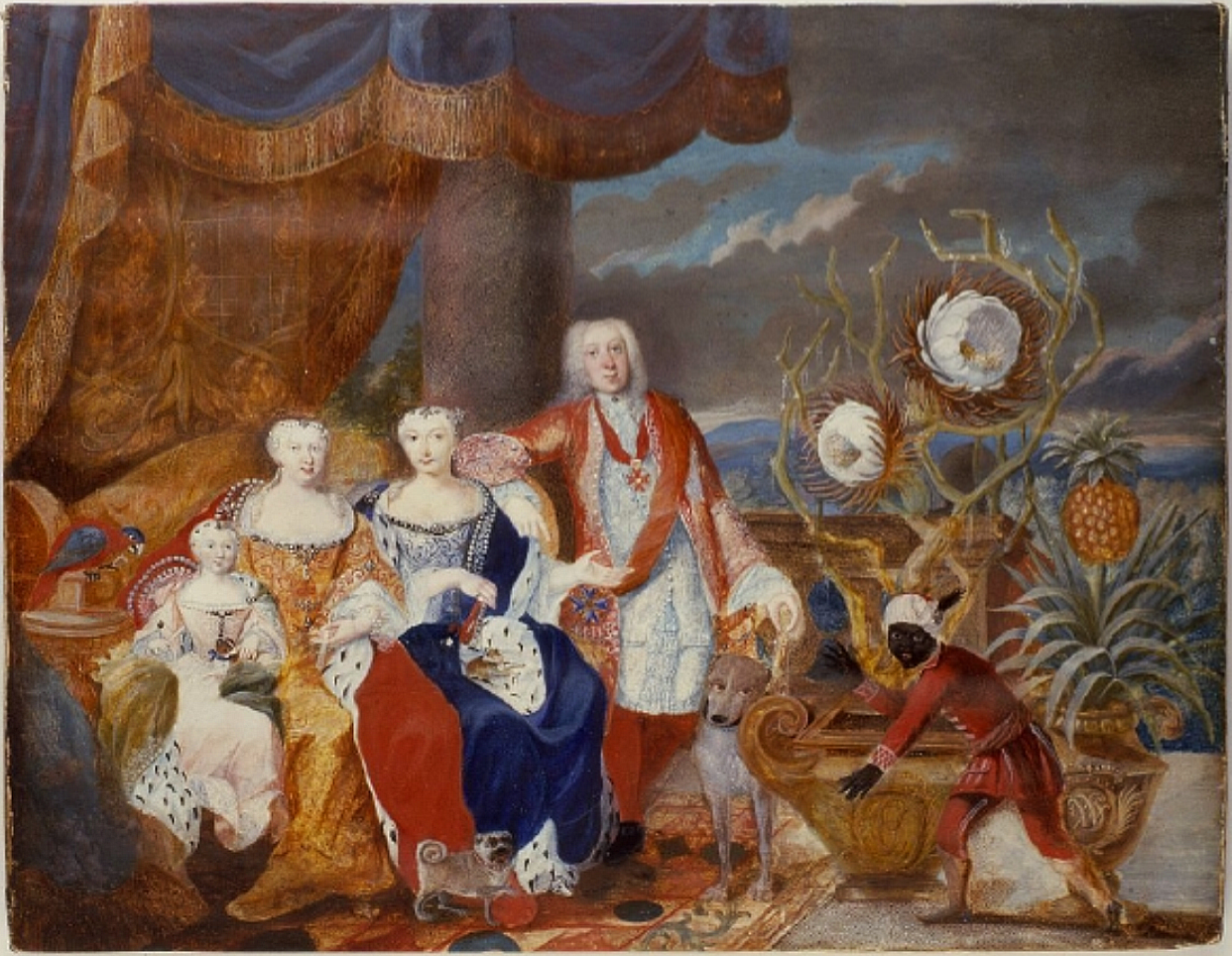
Йоганна Єлизавета з сином, невісткою та онукою, близько 1730 року

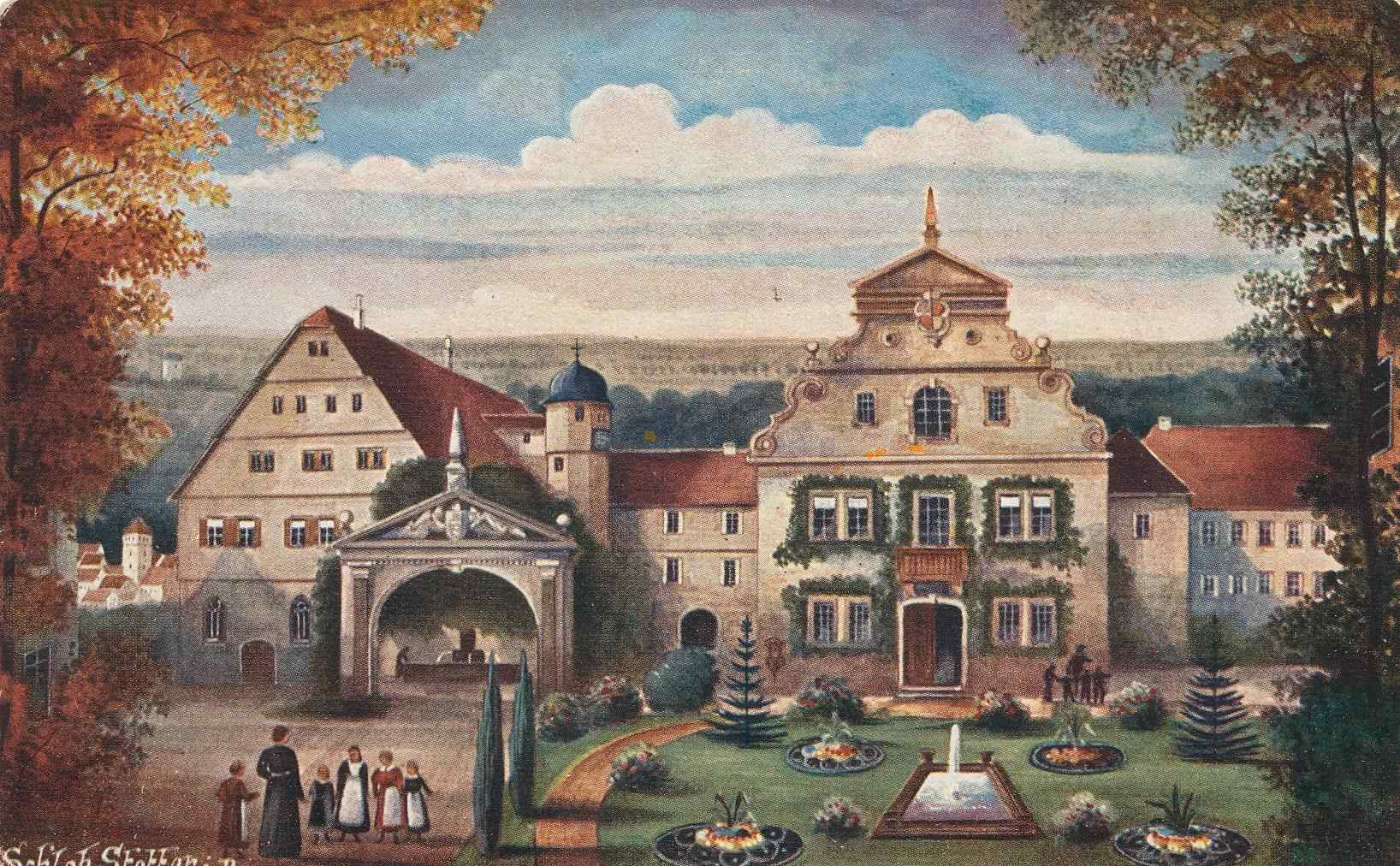
Замок Штеттен

Від середини 1720-х років спадкоємець почав хворіти, страждаючи від сильних нападів кашлю та втрати ваги. Ебергард Людвіг мало співчував синові, в листах спонукаючи його до близькості з дружиною для появи сина. Побоюючись вцарювання у Вюртемберзі католицької гілки династії Церінгенів, герцог 24 квітня 1731 року заявив, що хоче розлучитись як із коханкою, так і з дружиною, аби взяти новий шлюб. 11 травня він наказав Вільгельміні фон Гравеніц залишити двір, і та виїхала до свого замку Фройденталь. 
Перший час герцог відкидав ідею возз'єднання з Йоганною Єлизаветою, вважаючи її «карою, накладеною на нього Богом». Ймовірність, що жінка завагітніє, маючи 50 років, була невисокою. Однак остаточне розлучення відштовхнуло б важливого стратегічного союзника, яким був Баден-Дурлах. До того ж Ебергард Людвіг при усіх правлячих дворах був відомий своїм скандальним любовним життям, що унеможливлювало для нього пошук нареченої. 
30 червня 1731 року подружжя підписало угоду про примирення. Герцог, погано себе почуваючи, вважав, що колишня коханка зачарувала його тіло. 14 жовтня 1731 фон Ґравениць, за наказом Ебергарда Людвіга, була схоплена у своєму замку й ув'язнена у замку Урах. Частину арешту знаходилася також у фортеці Гогенурах.
23 листопада 1731 року єдиний син подружжя знепритомнів за столом і того ж дня помер. Подальші спроби пари щодо народження спадкоємця виявилися марними, хоча у 1732 році герцог скрізь повідомляв про вагітність дружини, а у серпні — наказував комендантам фортець готувати феєрверк з приводу скорого народження принца. 23 серпня 1732 року він віддавав особливі розпорядження щодо майбутніх хрестин. Насправді ж лікарі не робили медичного огляду герцогині, їм дозволили тільки зовнішній огляд та взяття зразка її сечі. Лише із проханням найнятих годувальниць залишити двір, Ебергард Людвіг втратив свої надії. Він помер від інсульту в жовтні 1733 року. Герцогом Вюртембергу став його родич-католик Карл Александр, до цього — герцог Вюртемберг-Вінненталю.

### Подальше життя
У 1735 році Йоганна Єлизавета переїхала до замку Кірхгайм-унтер-Теку, де провела більш як двадцять років вдівства. Також їй належав замок Штеттен, якому вона наказала додати зимовий зал у 1645 році. Померла під час водолікування у Штеттені 2 липня 1757 року. Як і її син і чоловік, була похована у замковій кірсі Людвігсбургу.

## Родина
Чоловік —  Ебергард Людвіг, герцог Вюртемберзький
Діти:
- Фрідріх Людвіг (1698—1731) — спадкоємний принц Вюртембергу, був одружений з маркграфинею Бранденбург-Шведтською Генрієттою Марією, мав сина та доньку.